# Rostraria clarkeana
Rostraria clarkeana är en gräsart som först beskrevs av Karel Domin, och fick sitt nu gällande namn av Josef Holub. Rostraria clarkeana ingår i släktet borstäxingar, och familjen gräs. Inga underarter finns listade i Catalogue of Life.